# Сакуниха
Сакуниха (укр. Сакуниха) — село,
Сакунихский сельский совет,
Недригайловский район,
Сумская область,
Украина.
Код КОАТУУ — 5923585701. Население по переписи 2001 года составляло 522 человека .
Является административным центром Сакунихского сельского совета, в который, кроме того, входят сёла
Бараново,
Великая Диброва,
Перетички,
Лахновщина и
Гавришево.

## Географическое положение
Село Сакуниха находится в 1,5 км от села Великая Диброва и в 6-и км от пгт Недригайлов.
По селу протекает пересыхающий ручей с запрудой.
Через село проходит автомобильная дорога Т-1917.

## История
- Село Сакуниха известно с начала XVIII века.

## Экономика
- Молочно-товарная ферма.
- «Агробизнес ТСК», ООО.
- «Дружба», ООО.

## Объекты социальной сферы
- Школа І-ІІ ст.